# Société d'éditions géographiques, maritimes et coloniales
La Société d'éditions géographiques, maritimes et coloniales est une société savante française fondée à Paris en 1921 et reconnue d'utilité publique en 1927. Elle est la plus ancienne société savante de géographie au monde. Elle rassemble de nombreux chercheurs, explorateurs, militaires et universitaires dans des domaines aussi divers que l'agronomie, l'astronomie, la cartographie, l'économie, la géographie, la géologie, l'histoire, la sociologie, la zoologie. les journalistes, explorateurs, écrivains et scientifiques les plus prestigieux ont collaboré à ses publications.  
Les publications de la société concernent, pour leur majeure partie, des sujets relatifs à des territoires, colonies ou pays administrés ou ayant un lien historique et/ou administratif avec la France. 
Cette société savante est appelée aujourd'hui Société de Géographie ou Société de Géographie de Paris. 

## Fonds d'archives
Le fonds d'archives de la Société, un patrimoine rare et inestimable, est administré par la Bibliothèque nationale de France depuis 1942. Il se compose de : 
- 90 000 ouvrages et 25 000 brochures,
- 2 000 titres de périodiques (dont 340 reçus en échange du Bulletin de la Société de géographie) représentant 300 000 fascicules,
- 135 000 documents iconographiques, dont 100 000 photographies sur papier,
- 70 000 cartes,
- 500 boîtes, cartons et colis d'archive

## Ouvrages publiés[1],[2]

### Histoire, récits d'exploration, missions, études sociologiques, études géographiques ou politiques
- Le Nouveau Maroc, J. du Taillis - Paris - 1923.
- La campagne de Bruix en Méditerranée, mars-août 1799, Lieutenant de vaisseau Georges Douin - Paris - 1923
- Le Myre de Vilers - Duchesne - Gallieni : quarante années de l'histoire de Madagascar, 1880-1920, Guillaume Grandidier - 252 p. : 2 cartes, portraits - Paris - 1923
- Récits maritimes ou Lettres inédites de marins français, accompagnées de commentaires, Charles Duplomb (1844-1937), préface du vice-amiral Amédée Bienaimé - Paris - 1924
- Souvenirs vécus : quelques feuillets de l'histoire coloniale, les rivalités internationales, colonel Parfait-Louis Monteil ; préface de M. le général Charles Mangin - Paris -1924
- Tables des bibliographies de "La géographie" 1923 - St Reizler - 48 pages - Paris -1924
- Manuel d'histoire maritime de la France des origines à 1815 - suivi de "éléments d'histoire maritime et coloniale contemporaine" (1815-1914), Joannès Tramond - Paris - 1924
- Impressions et souvenirs d'un colonial, Paul Collard - Paris - 1925
- Sur les côtes du Sénégal et de la Guinée, J. Rouch - 184 pages - Paris - 1925
- Au Hoggar : mission de 1922, Conrad Kilian - Paris - 1925
- De la Rochelle au Cameroun, Léonce Vieljeux - Ed. F. Pijollet (La Rochelle) - Paris - 1925
- Vieux papiers du temps des isles, Maurice Besson - 191 p. et gravures - Paris - 1925
- Vieux papiers du temps des isles, Maurice Besson - 2e série - 199 p. et gravures - Paris - 1925
- Souvenirs de la mission Savorgnan de Brazza, Georges Brousseau - 139 p. : photos, cartes - Paris - 1925
- L'Antarctide : voyage du "Pourquoi-pas" (1908-1910), roman de J. Rouch - 172 pages - Paris - 1926
- Correspondance du savant florentin Paolo dal Pozzo Toscanelli avec Christophe Colomb, Paolo Dal Pozzo Toscanelli; Cristóbal Colón; N Sumien - Paris - 1927.
- Journal de madame Rose de Saulces de Freycinet : campagne de "l'Uranie" (1817-1820) / d'après le manuscrit original, accompagné de notes par Charles Duplomb - Paris - 1927
- Le Port d'Agadir et la région de Sous considérés au point de vue de la pêche industrielle, Abel Gruvel - Paris - 1927.
- L'Italie devant le problème colonial : problème démographique, émigration et colonisation d'outre-mer, généralités, économie, main-d'œuvre, Georges Guyot - Paris - 1927
- Exposé de la méthode de classement d'une collection navale : Communications fait à l'Académie de Marine le 14 janvier 1927, Georges Clerc-Rampal - Paris - 1928.
- Lettres de Madagascar : 1896-1905, Gallieni - 195 p. : portr. de l'áut. facsimile de lettre, 2 cartes - Paris - 1928
- L'Industrie des pêches au Cameroun, Théodore Monod - 504 p. : 25 pl.: ill., cartes, graphiques, tableaux - Paris - 1928 (Mission Monod, 1925-1926)
- Description sommaire de quelques larves de dytiscides de Madagascar, Henri  Bertrand, (chef de travaux au laboratoire maritime de Dinard) et Abel Gruvel, éditeur scientifique - Paris - 1928
- Eaux et Lumières : journal de route sur le Mékong cambodgien, George Groslier - Paris - 1929.
- Musique nègre : instruments de musique, recueil de 118 airs notés, Stephen-Chauvet - 242 p. : 92 ill. ; 31 cm - Paris - 1929
- Le Commerce des Européens à Tunis depuis le XIIe siècle jusqu'à la fin du XVIIe : exposé et documents, André-Emile Sayous - Paris - 1929.
- Le Chemin de fer Transsaharien : Tracé, construction, Exploitation, A Fock - Paris - 1929.
- L'Annam d'autrefois : essai sur la constitution de l'Annam avant l'intervention française, Pierre Pasquier, introduction signée Édouard Heckel - Paris - 1929
- La Pêche des algues marines, des éponges et des coraux, E Marchis - Paris - 1929
- Le tabac. Origine. Histoire. Classification. Chimie. Culture. Récolte. Génétique, Guillaume Capus, Fernand Leulliot, Étienne Foëx - Paris -1929-1930
- Le tabac. Pathologie. Dessiccation. Préparation, Guillaume Capus, Fernand Leulliot, Étienne Foëx - Paris -1929-1930
- Le tabac. Rendement et prix de revient. Fabrication. Production. Action physiologique. Régimes fiscaux. usages, Guillaume Capus, Fernand Leulliot, Étienne Foëx - Paris -1929-1930
- Pages arabico-madécasses-histoires, légendes et mythes -3 volumes (avec un syllabaire antemahuri avec indication de la valeur numérique des lettres, vol. III), G. H. Julien - Paris - 1929-1933
- Bonaparte et la Tripolitaine, François Charles-Roux - Paris - 1929.
- Les îles Marquises : géographie, ethnographie, histoire, colonisation et mise en valeur, Dr Louis Rollin ; [préface Dr René Verneau - Paris - 1929
- Le Commerce des européens à Tunis : Depuis le XIIe siècle jusqu'à la fin du XVIe : Exposé et documents, André E Sayous - Paris - 1929.
- Chasses en Afrique française : carnets de route, Émile-Louis-Bruno Bruneau de Laborie - Paris - 1929
- Œuvres scientifiques. Tomes 1 et 2, Jules Janssen ; recueillies et publiées par Henri Dehérain - Paris - 1929-1930
- L'Expédition de Madagascar en 1895, M. D' Anthouard, M. Ranchot - 230 pages - Paris - 1930
- Enquête coloniale dans l'Afrique française occidentale et équatoriale, Poutrin, Maurice Delafosse - 582 p. : cartes, photos - Paris - 1930
- Les Arts indigènes en Nouvelle-Guinée, Charles Stéphen-Chauvet - Paris - 1930
- L'Androy : essai de monographie régionale, Raymond Decary - 2 vol. (VII-224, VII-286 p.) et carte - Paris - 1930
- Martinique, Guadeloupe, Guyane, St Pierre-Miquelon - collectif - Paris - 1931.
- Madagascar colonie française, 1896-1930 / par André You, avec le concours de Georges Gayet, préface de M. le maréchal Hubert Lyautey - Paris - 1931
- Indochine, Cochinchine, Annam, Tonkin, Cambodge, Laos, par Pierre Edmond About ; préface de M. Paul Blanchard de La Brosse - Paris - 1931
- Colonies de l'Océan Indien et de l'Océan Pacifique : côte des Somalis ; la Réunion ; établissements français de l'Inde ; établissements français de l'Océanie ; établissements français du Pacifique Austral , Charles Paul May; Pierre Rousset; Marguerite Verdat - Paris - 1931
- Madagascar, colonie française, 1896-1930, André You; Georges Gayet - Paris - 1931.
- La Flotte de commerce française sous l'ancien régime (1610-1789). Communication de Pierre-Jacques Charliat ; Extrait des "Communications et mémoires de l'Académie de Marine", T. X, 1931;  Paris, 1933. In-8°, paginé 197-219, planche
- La marine française en 1830, Pierre-Jacques Charliat - Paris - 1931
- Histoire générale de la navigation, du XVe au XXe siècle, capitaine de vaisseau F. Marguet - Paris - 1931
- L'Héritage d'Alexandre : essai sur la colonisation, René Seguy - 232 pages - Paris - 1931
- Berbères et Noirs, D.-P. Barrows - 267 p. et cartes - Paris - 1931
- L'Habitation indigène dans les possessions françaises : Afrique du Nord, Afrique occidentale et équatoriale, Madagascar, Indochine, Océanie, Maurice Leenhardt; G. Julien, Charles Robequain, Augustin Bernard, Henri Labouret - Paris - 1931
- Territoires africains sous mandat de la France : Cameroun et Togo, Victor Chazelas - 240 p. et photos - Paris - 1931
- Indochine, Sylvain Lévi - 232 pages - Paris - 1931
- Trente-deux ans de colonisation nord-africaine. - Paris - 1931.
- Au Maroc en suivant Foucauld, J. Ladreit de Lacharrière ; illustrations de Théophile-Jean Delaye - Paris - 1932
- L'Établissement de Sainte-Marie de Madagascar sous la Restauration et le rôle de Sylvain Boux, Raymond Decary - 722 p - Paris - 1937
- État actuel de l'Industrie des pêches au Maroc, par Abel Gruvel - Paris : Impr. Jouve et Cie - 1932. (23 juillet.)
- Le Sahara : le climat du Sahara et de l'Arabie : les conditions de la vie animale dans les déserts, Hachisuka Masauji - 163 pages - Paris - 1932
- Dupleix : sa vie et son œuvre, Alfred Martineau - Paris -1932
- D'Algérie au Sénégal : mission Augieras-Draper 1927-1928, T 1 et 2, Capitaine Augieras, W.P. Draper; E. Gierzynski; Théodore Monod; V. Besnard - 293 pages (T1) et cartes (T2) - Paris - 1931
- Souvenirs du Japon / communication de M. l'amiral Joseph-Pierre-Auguste Besson - Paris - 1933
- Communications et mémoires de l'Académie de Marine, Pierre-Jacques Charliat,  In-8 - T. X - Paris, 1933.
- Trans-Afrique, De Bayser - 192 pages + 8 cartes - Paris - 1933
- Voyages aux îles Feroë, Jean Charcot - Paris - 1934
- Reconnaissance au Maroc 1883-1884 : texte & atlas, Ch. de Foucauld - 498 pages + cartes - Paris - 1934
- Dictionnaire de bio-bibliographie générale, ancienne et moderne de l'Indochine française, Antoine Brebion - publié après la mort de l'auteur par Antoine Cabaton - Paris - 1935
- Les Corsaires du Sud et le pavillon étoilé de l'Alabama à l'Emden. Les leçons de l'histoire 1861-1865, lieutenant de vaisseau Lepotier - 200 pages - Paris - 1936
- Histoire physique, culturelle et politique de Madagascar, Alfred et Guillaume Grandidier - plusieurs volumes - Paris - 1937
- Reconnaissance au Maroc : journal de route conforme à l'édition de 1888 et augmenté de fragments inédits rédigés par l'auteur pour son cousin François de Bondy, Ch. de Foucauld - 429 Pages - Paris - 1939
- Indochine du Sud : De Marseille à Saigon; Djibouti, Éthiopie, Ceylan, Malaisie ; Cochinchine, Cambodge, Bas-Laos, Sud-Annam, Siam, Claudius Madrolle - Paris - 1939
- La Course au ruban bleu (1945) - cent ans de lutte dans l'Atlantique, 1838-1939, Jean Trogoff  - Préface de Pierre-Louis Thoreux (1890-1971) 176 p. - Édition : Paris - 1945
- L'Ouest africain français : A.O.F. et Togo, Georges Spitz - 508 p. : appendice, cartogr - Paris - 1947
- Le Maroc : Maroc français, Maroc espagnol, Tanger, Charles Penz; Roger Coindreau - Paris - 1949.
- La France équatoriale, Édouard Trézenem; Bertrand Lembezat - Paris - 1950.
- L'Est Africain Britannique. Par Louis Roux - Paris - 1950
- Grammaire malgache, 3e éd. augm. d'une table analytique et d'une table des noms malgaches étudiés dans le volume, Victorin Malzac - 204 pages - Paris - 1950
- La Côte d'Ivoire, Emmanuel Avice - Paris - 1951.
- Niger, Edmond Séré de Rivières. 96 pages , cartes, planches - Paris - 1952.

### Archives de la marine
- Archives de la marine - Répertoire numérique des archives de l'arrondissement maritime de Rochefort, Dick Lemoine [ouvrage publié sous la direction du Service historique de l'état-major de la Marine]  - Paris - 1925
- Archives de la Marine. Répertoire numérique des archives de l'arrondissement maritime de Brest. René Prigent [ouvrage publié sous la direction du Service historique de l'état-major de la Marine] - Paris - 1925
- Archives de la marine. Répertoire numérique des archives de l'arrondissement maritime de Lorient. Félix Yves Marie Marec [ouvrage publié sous la direction du Service historique de l'état-major de la Marine]  - Paris - 1925

### Guides des Colonies
- Guides des colonies françaises : Madagascar - M. Frenee - 238 p. : cartes, photos - Paris - 1931
- Afrique française, Afrique occidentale française, équatoriale française, Togo et Cameroun - Série Guide des colonies françaises - Paris - 1931
- La France du Pacifique : Nouvelle-Calédonie et dépendances. Wallis-et-Futuna, Nouvelles-Hébrides, établissements français de l'Océanie, Jan Bourgeau - 1 vol. (256 p.) : ill., cartes - Paris - 1950
- La France de l'océan Indien : Madagascar, les Comores, la Réunion, la Côte française des Somalis, l'Inde française (L'île de la Réunion / Hildebert Isnard - L'Inde française / Bertrand Lembezat - La côte française des Somalis / Robert Lemoyne - Madagascar et dépendances / Raymond Decary - L'archipel des Comores / Pierre Coudert) et Robert Bargues, Préfacier - 314 p illustrées - Paris - 1952
- La France d'Amérique. Martinique, Guadeloupe, Guyane, Saint-Pierre et Miquelon. Eugène Revert - 255 pages - Paris - 1955,

### Publications botaniques
- Les orangers, citronniers, cédratiers et autres aurantiacées à fruits comestibles : leur culture dans toutes les parties du monde et dans le Nord, Raphaël de Noter, avec la collaboration de MM. Chouvet, Ch. Rivière, F. Sahut et Joseph Paquet - Paris - 1926
- Le bananier : culture, industrie, commerce / Ray. C. P. Boone - Paris - 1926
- Biogéographie des plantes de Madagascar, Perrier de la Bathie, H - Paris - 1936.
- Les Plantes a matière grasse, Jean Adam - Paris - 1941
- Climats, forêts et désertification de l'Afrique tropicale, André Aubréville et Auguste Chevalier - Paris - 1949
- Contribution à la paléohistoire des forêts de l'Afrique tropicale, André Aubréville - Paris - 1949
- Flore forestière soudano-guinéenne : A.O.F. ; Cameroun - A.E.F., André Aubreville - 523 p. : 115 ill., 40 cartes - Paris - 1950

### Publications zoologiques
- Contribution à l'étude systématique et biologique des termites de l'Indochine, Jean Bathellier - Paris - 1927
- Faune des colonies françaises. 4 volumes, publiée sous la direction de A. Gruvel - Paris - 1927-1930
- Contribution à l'étude de la faune de Madagascar, Georges  Petit - Paris - 1929
- Curculionides de la Guadeloupe / par A. Hustache - Paris - 1929-1932
- Macroures d'eau douce de Madagascar et des îles voisines (Palémonidés et Atyidés), Jean Roux - Paris - 1934
- Zoologie de Madagascar, Guillaume Grandidier; G. Petit, Auteur ; E. Bourdelle, Préfacier - 258 p. : 48 photogr. hors texte: ill. - Paris - 1932

### Publications juridiques
- Sécurité de la navigation et réglementation du travail à bord des navires : décrets des 20 et 21 septembre 1908 portant règlement d'administration publique pour l'application de la loi du 17 avril 1907 (rendu applicable en Algérie le 7 avril 1910) (Nouvelle éd. modifiée conformément aux décrets du 10 avril 1900, 4 août 1910, du 21 juin 1912, du 7 mars 1913, du 21 avril 1914, du 1er septembre 1925 et du 16 septembre 1926) - Paris - 1930
- Règlement ayant pour objet de prévenir les abordages en mer : loi du 12 janvier 1932, décret du 29 novembre 1932 - Paris - 1935
- Code du travail maritime : loi du 13 décembre 1926, modifiée par les décrets-lois des 30 juin 1934 et 30 octobre 1935 ; Code disciplinaire et pénal de la marine marchande : loi du 17 décembre 1926, modifiée par décret-loi du 30 octobre 1935, Marine marchande - Paris - 1938
- Règlement d'administration publique du 1er septembre 1934 pour l'application aux bâtiments d'une jauge supérieure à 250 tonneaux de la loi du 16 juin 1933 sur la sécurité de la navigation maritime et l'hygiène à bord des navires de commerce, de pêche et de plaisance : avec les modifications des décrets du 4 mai 1939 et du 14 mars 1942, Conseil supérieur de la marine marchande - Paris - 1948

### Ouvrages techniques
- Canots de sauvetage et marins sauveteurs : congrès de sauvetage de Londres, Paris, 1925
- Génie rural appliqué aux colonies : cours professé à l'Institut national d'agronomie coloniale (2e édition, revue et augmentée), Max Ringelmann (1861-1931), Paris, 1930
- Le compas gyroscopique, F. Doat; E. Blanc, 220 pages, Paris, 1932
- Nouvelles tables destinées à abréger les calculs nautiques, Perrin, 94 pages, Paris, 1938
- Manuel maritime, à l'usage des écoles normales et des écoles primaires du littoral, Louis Bronkhorst; M J Marsouin, Paris, 1939.
- Cours d'astronomie de l'école navale, F. Marguet, 322 pages, Paris, 1939
- Un métier de chefs: la marine marchande, Jacques Traizet, Paris, 1943
- Le Radar de Navigation, P. Hugon, 234 pages illustrées, Paris, 1951

### Document pour les expositions coloniales[3]
- Exposition rétrospective des Colonies Françaises de l'Amérique de nord. (avril-Juin 1929.) Catalogue illustré, A -Léo Leymarie; Paris, [1929]
- Exposition coloniale internationale de 1931. 10 Volumes rédigés par le Gouvernement général de l'Afrique occidentale française, pour Exposition Coloniale - Paris - 1933
- Exposition coloniale internationale de Paris. Commissariat général, Sylvain Lévi (1863-1935). Éditeur scientifique; Germaine Balthazar-Bernard, (1883-1977). Graveur; Maurice Le Scouëzec, (1881-1940). Illustrateur; SuzanneTruitard - Exposition coloniale (1931 ; Paris). Éditeur scientifique : Julien Maigret, (18..-1956). Auteurs du texte : Robert Delavignette, (1897-1976). M Delélée-Desloges, Victor Chazelas, (1885-1953) - Paris - 1931
- La Côte d'Ivoire, rédigé par le Gouvernement général de l'Afrique occidentale française - 134 pages - Paris - 1931
- La circonscription de Dakar et dépendances - Exposition coloniale internationale de 1931 - rrédigé par le Gouvernement général de l'Afrique occidentale française - 174 pages - Paris - 1931
- La Guinée, rédigé par le Gouvernement général de l'Afrique occidentale française - 143 pages - Paris - 1931
- Le Dahomey, rédigé par le Gouvernement général de l'Afrique occidentale française- 151 pages - Paris - 1931
- La Haute-Volta, rédigé par le Gouvernement général de l'Afrique occidentale française - 170 pages - Paris - 1931
- La Mauritanie, rédigé par le Gouvernement général de l'Afrique occidentale française  - 62 pages - Paris - 1931
- Le Niger, rédigé par le Gouvernement général de l'Afrique occidentale française  - 88 pages - Paris - 1931
- Le Sénégal, rédigé par le Gouvernement général de l'Afrique occidentale française  - 274 pages - Paris - 1931

## Périodiques publiés
La Société de géographie publie un bulletin depuis juin 1822 :
- le Bulletin de la Société de géographie de 1822 à 1899 (mensuel)
- La Géographie, bulletin de la Société de géographie de 1900 à 1939 (mensuel) (voir Bulletin de la Société d'éditions géographiques, maritimes et coloniales. tomes 1 à 55, Baron Étienne HULOT, Charles RABOT janvier 1900 à août 1931.)
- les Acta Geographica de 1947 à 2001 (trimestriel)
- La Géographie de 2001 à 2007 (trimestriel et nombreux hors-série thématiques)
- la revue trimestrielle la Géographie, depuis 2007.
- le Bulletin de liaison des membres de la Société de géographie depuis mars 2008
- La Société édite une collection d'albums aux éditions Glénat, publiées notamment grâce à son immense fonds iconographique déposé à la Bibliothèque nationale de France.
- L'Agriculture pratique des pays chauds : bulletin du Jardin colonial et des jardins d'essai des colonies françaises, Edmond Perrier (1844-1921). Directeur de publication; Georges-Eugène Wery, (1861-1936). Directeur de publication; Jardin d'agronomie tropicale (Paris). - Inspection générale de l'agriculture coloniale. A. Challamel, Paris, 1901 à 1932
- La terre et la vie : revue périodique d'histoire naturelle, Paris, 1931-1939

## Dictionnaires - Grammaires
- Dictionnaire français-arabe, Maroc, B Tedjini - Paris -1925.
- Précis de grammaire arabe (arabe littéraire), M. De Aldecoa- 78 pages -  - Paris - 1926
- Dictionnaire français-malgache (Nouvelle édition) / par le Révérend père Victorin  Malzac, (1840-1913) - Paris - 1926
- Grammaire malgache, 2e éd. augm. d'une table analytique et d'une table des noms malgaches étudiés dans le volume, Victorin Malzac - 204 pages - Paris - 1926
- Cours de berbère marocain : grammaire, vocabulaire, textes, dialectes du Sous, du Haut et de l'Anti-Atlas, E. Laoust - 310 pages - Paris - 1936
- Petit dictionnaire de marine, R. Gruss - ouvrage illustré de 96 planches hors-texte dont 430 dessins de L. Haffner - 300 pages - Paris -1952

## Cartes et atlas
- Atlas des colonies françaises. carte N° XXXVI, Colonies françaises dans le Pacifique - Paris - 19..]
- Carte de la Haute-Seine de Paris à Montereau. G Clerc-Rampal - Paris - 1930.
- Atlas des colonies françaises. carte N° XVII, Afrique Occidentale Française et Togo, Henry Hubert; A Hausermann -  Paris - 1932 ?.
- Atlas des colonies françaises : protectorats et territoires sous mandat de la France - G Grandidier; Paris - 1934.
- carte de Madagascar, Jules-André-Arthur Hansen - Paris - 1934
- Carte de la Nouvelle-Calédonie, dressée par le commandant Laporte, mise à jour par M. N. Ratzel, ex-chef du Service topographique de la Nouvelle-Calédonie d'après les travaux des officiers de la mission topographique et des cartes hydrographiques de la marine - Paris -1939
- Développement planisphérique du Ciel à l'usage des navigateurs d'après la connaissance des temps, Hedde d'Entremont, lieutenant de vaisseau - Paris - 1950.
- Cartes de navigation fluviale, G Clerc-Rampal; imp. Michard - Paris - 1951
- Cartes des navigation fluviale, G Clerc-Rampal - Paris - Éditions Maritimes et Coloniales - 1955.
- Carte du Sahara, G Delingette, et A Hausermann - Paris
- Carte du Sahara, dressée par le Capitaine G. Delingette (cartographe) , gravé par A. Hausermann - Edition provisoire - Paris- [19..]

## Quelques titres de collections
- Série exposition coloniale
- Série Guide des colonies françaises
- Terres lointaines